# Élection partielle de Clacton de 2014
L'élection partielle de Clacton de 2014 (en anglais : 2014 Clacton by-election) a lieu le 9 octobre 2014 dans la circonscription de Clacton, dans le comté de l'Essex, en Angleterre,,,. Elle permet à Douglas Carswell, jusqu'alors député conservateur, de reprendre son siège à la Chambre des communes sous la bannière du Parti pour l'indépendance du Royaume-Uni (UKIP).
En obtenant 59,7 % des voix, Carswell devient le premier député UKIP du Parlement britannique. Selon John Curtice (en), professeur de sciences politiques à l'université de Strathclyde (Glasgow), ce score marque la plus grande augmentation de proportion des suffrages jamais réalisée par un parti politique lors d'une élection partielle.